# Wigsthorpe
Wigsthorpe – osada w Anglii, w hrabstwie Northamptonshire, w dystrykcie (unitary authority) North Northamptonshire. Leży 37 km na północny wschód od miasta Northampton i 105 km na północ od Londynu.